# Leptohyphes alleni
Leptohyphes alleni är en dagsländeart som beskrevs av Brusca 1971. Leptohyphes alleni ingår i släktet Leptohyphes och familjen Leptohyphidae. Inga underarter finns listade i Catalogue of Life.